# Pedro II (Piauí)
Pedro II é um município brasileiro do estado do Piauí. É chamada de "Terra da Opala", bem assim de "Suíça Piauiense", por conta do seu clima serrano, frio, se comparado ao resto do estado, possuindo um grande potencial turístico, com as únicas minas de opala do Brasil, cachoeiras, um rico artesanato em tecelagem e o seu casario colonial, herança da colonização portuguesa. Todos os anos, entre os meses de maio e junho (no feriado de Corpus Christi), acontecem as edições do Festival de Inverno de Pedro II.

## História

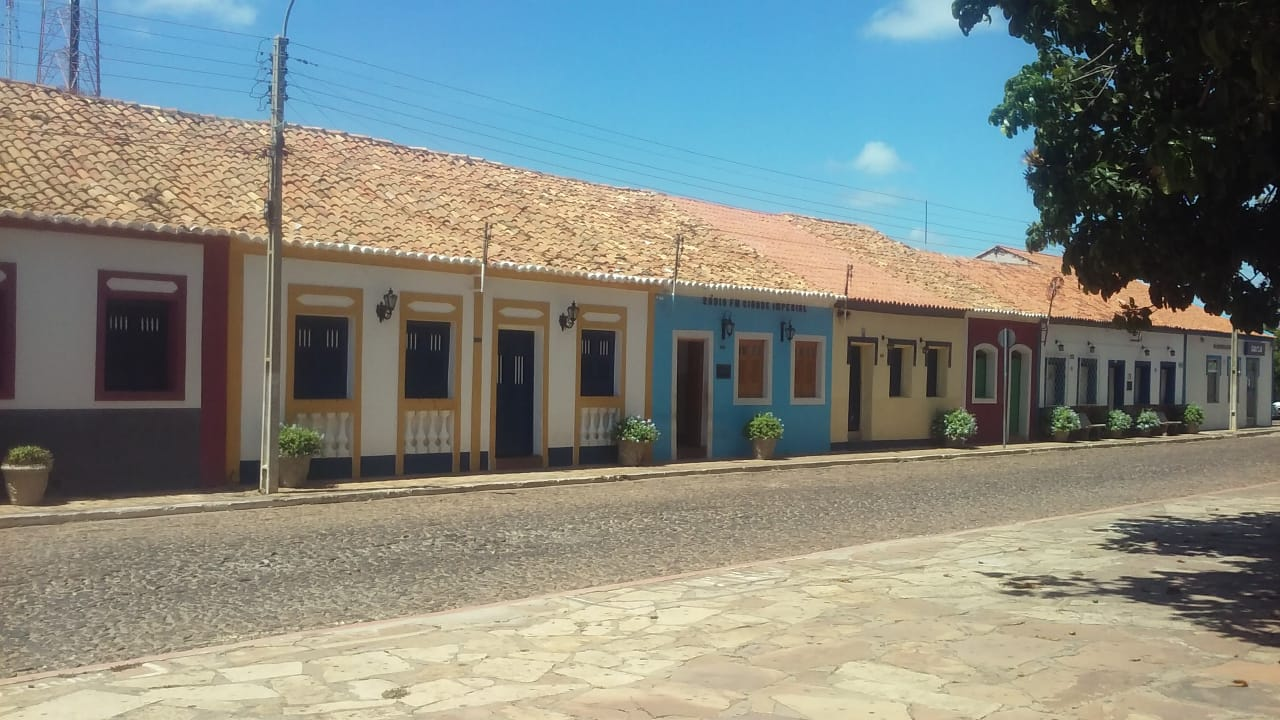
Casarios do centro histórico.

Nasceu com a denominação de Pequizeiro, no final do século XVIII. Em 1839, o povoado sofreu um ataque do grupo Frecheira, pertencente ao movimento Balaio do município de Parnaíba. Eram 218 homens que causaram grande depredação e mortes. Vencidos pelo Major Joaquim Ribeiro, que comandava a força legal monarquista, no local Bebedouro, foram conduzidos a prisão em Piracuruca.
Em seguida, fundado e emancipado por portugueses em 1854, século XIX. De acordo com a Lei Provincial Nº. 295 de 26 de Agosto de 1851, foi criada a Paróquia de Nossa Senhora da Conceição dos Matões. Em 11 de Agosto de 1854 segundo a Lei Nº. 367 o povoado dos Matões foi elevado à categoria de Vila, com a denominação de Pedro II, em homenagem ao Imperador do Brasil. Com a proclamação da República, a Vila voltou a ter o nome de Matões mas, pela Lei Nº. 641 de 13 de julho de 1911, já na categoria de cidade, foi restabelecida a denominação de Pedro II.

## Geografia
Localiza-se a uma latitude 04º25'29" sul e a uma longitude 41º27'31" oeste, estando a uma altitude de 603 metros. A cidade está localizada na Serra dos Matões, sendo privilegiada naturalmente com um clima ameno. Sua temperatura varia entre 28°C e 30°C ao dia e 20°C a 16°C à noite e sua população, conforme estimativas do IBGE de 2021, era de 38 812 habitantes.

## Cultura

#### Memorial Tertuliano Brandão Filho

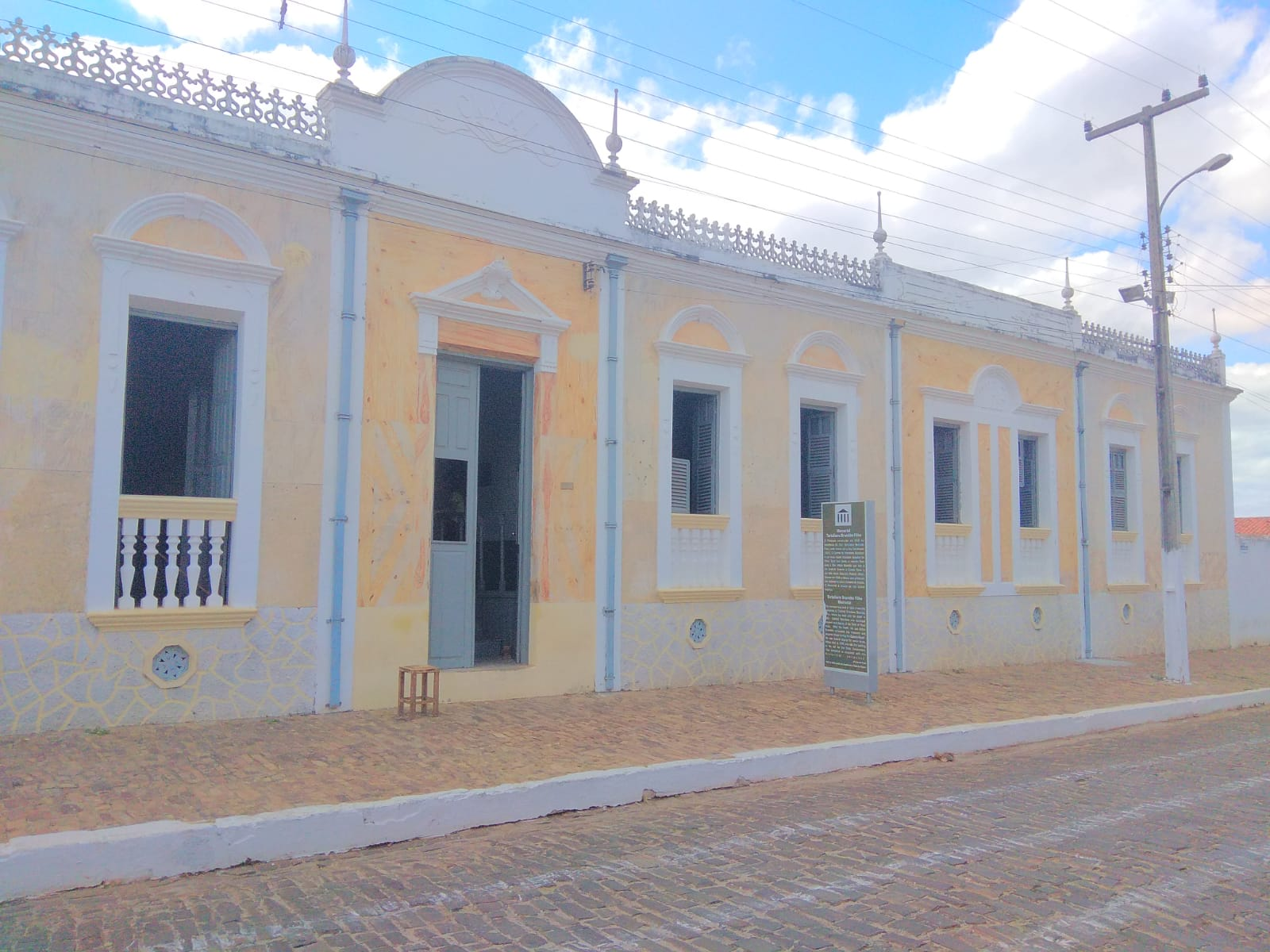
Palacete do memorial.

É um palacete com traços neoclássicos construído nos anos iniciais do século XX que tem acervos da família de Tertuliano Brandão e de Tertuliano Solon Brandão.
Com platibandas e balaustradas em ferro trabalhado, o imóvel foi doado ao Patrimônio Cultural do Piauí pela família do deputado Milton Brandão. O projeto arquitetônico é de Alcília Afonso, com colaboração artística de Nonato Oliveira.
A inauguração do memorial foi feita em 10 de março de 1987 pelo governador José Raimundo Bona Medeiros.
Hoje, o espaço é aberto à visitação pública e seu acervo é composto por 800 peças como mobiliários, documentos, indumentárias, comendas, correspondências, uma sala da família, uma sala dedicada ao deputado Tertuliano Brandão, uma biblioteca com 988 volumes, auditório para 50 pessoas e lojas de artesanato.

#### Pinacoteca Marechal das Artes
Localizada na Praça da Bonelle, a instituição abriga obras de artistas consagrados, como Afrânio Castelo Branco e Nonato Oliveira, e valoriza também os talentos locais. Única no Piauí com essa estrutura, a pinacoteca abre espaço para exposições de artistas nacionais, piauienses e pedrossegundenses — alguns com reconhecimento internacional. Entre os destaques está um painel de oito metros de autoria do artista Batista, natural de Pedro II, que retrata os elementos marcantes do sertão nordestino.

#### Museu da Roça
O Museu da Roça de Pedro II era uma instituição particular que guardava e expunha diversidades de acervos sobre aspectos da cultura local.
Além do casarão principal, havia atrações como a Fonte dos Desejos, o Santuário da Fé, a Cascata, o Redódromo, uma loja de suvenires, a Casa do Chá e um restaurante rústico em meio à natureza.

#### Mercado do Artesão
No Mercado do Artesão são comercializados artigos de artesanato, gastronomia e joias, destacando-se as feitas com opala.

#### Biblioteca Municipal
Em Pedro II há a Biblioteca Municipal Padre Áureo.

### Turismo

#### Mirante do Gritador

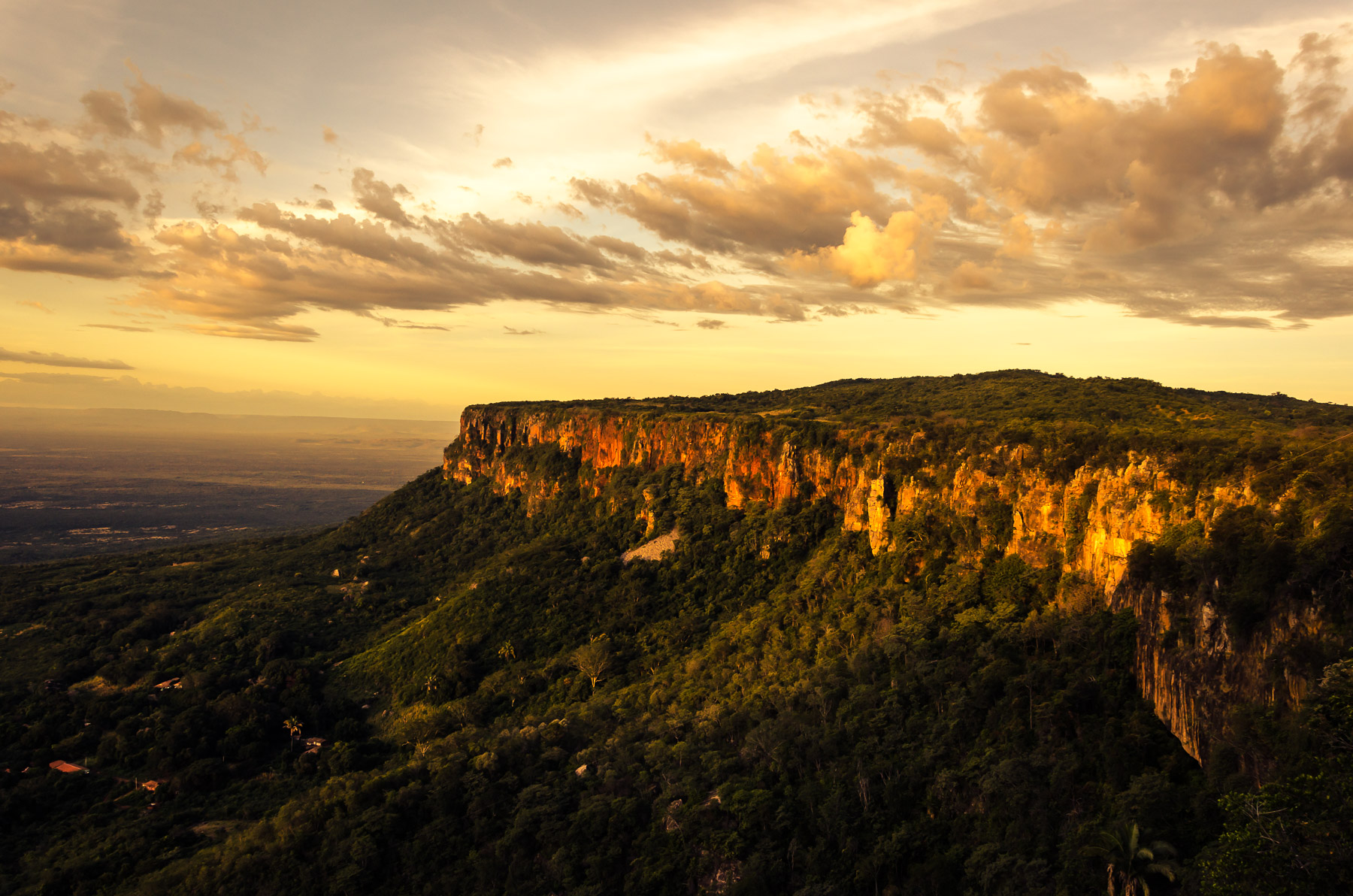

O Morro do Gritador é um cânion a uma altura de 729 metros do nível do mar, localizado na costa da Serra da Ibiapaba, especificamente na Serra dos Matões.
O mirante, com bar e restaurante, oferece vista privilegiada dos paredões de rocha e vegetação nativa, bem assim dos vales no horizonte, possuindo um clima serrano raro na região.
É, talvez, o ponto turístico mais visitado, especialmente durante as edições do Festival de Inverno de Pedro II.
O Mirante também é palco do Desafio Serra dos Matões, evento de trail run com percursos nas comunidades localizadas na serra que lhe dá nome.

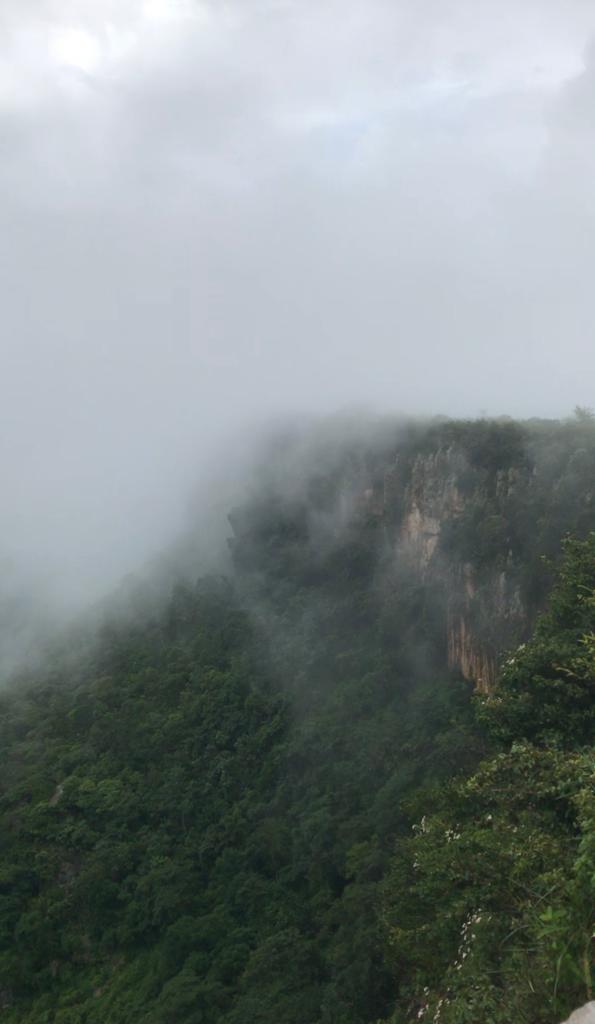

#### Trilhas e Cachoeiras
Na cidade há inúmeras trilhas e estradas que são usadas para esportes como ralis, enduros e competições de corrida em meio a vegetações típicas da caatinga e do cerrado. Destacam-se, ainda, as suas diversas cachoeiras que, além do banho, são utilizadas para práticas como o rapel.
As mais famosas são a Cachoeira do Salto Liso, com 26 metros de altura e água fria, e a Cachoeira do Urubu Rei, com cascata de 76 metros, sendo considerada a queda d'água mais alta do Piauí e a única cachoeira que não seca o ano inteiro.

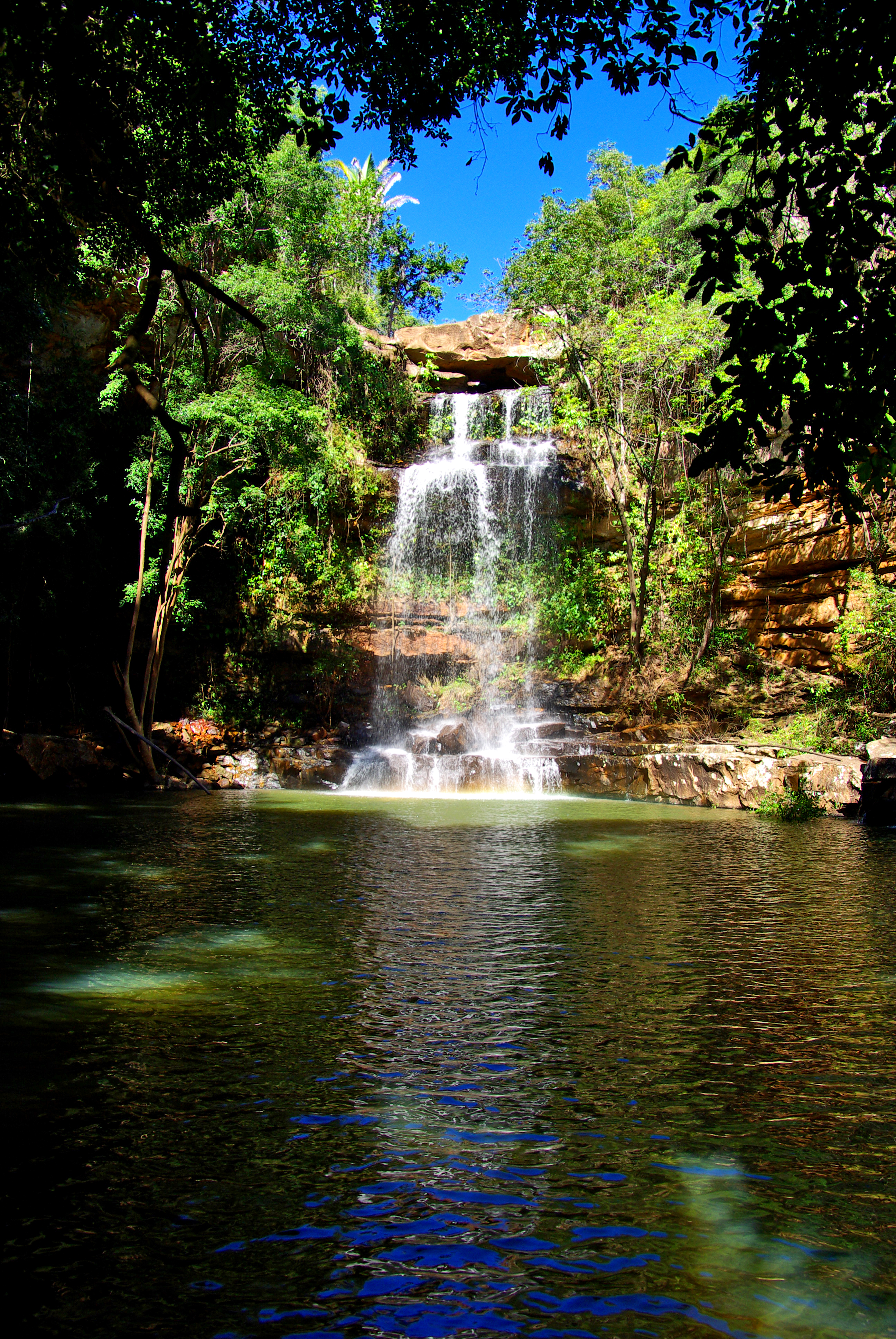

#### Sítios arqueológicos
Pedro II possui mais de 200 painéis de sítios arqueológicos catalogados, mas nem todos são abertos à visitação. O mais conhecido é o Sítio Arqueológico da Torre, o qual contém painéis de inscrições rupestres, um rico bioma com áreas de cerrado e caatinga e espécies de plantas e animais dessas vegetações.

#### Rota da Opala
É possível fazer roteiro que contempla todas as etapas relativas à opala, desde a sua extração nas minas até as oficinas de lapidação e ourivesaria.
A Mina do Boi Morto é a maior mina de opala a céu aberto do mundo e a mais importante do Brasil.

#### Centro Histórico
No centro da cidade há casarios coloniais, em estilo português, que revelam o ar interiorano e a história por trás da colonização.

#### Sítio Buritizinho
Estabelecimento privado onde há um engenho e uma casa de farinha, sendo possível acompanhar e participar da preparação dos produtos a partir da cana-de-açúcar (caldo, rapadura) e da mandioca (tapioca, farinha, goma).

## Comunicações

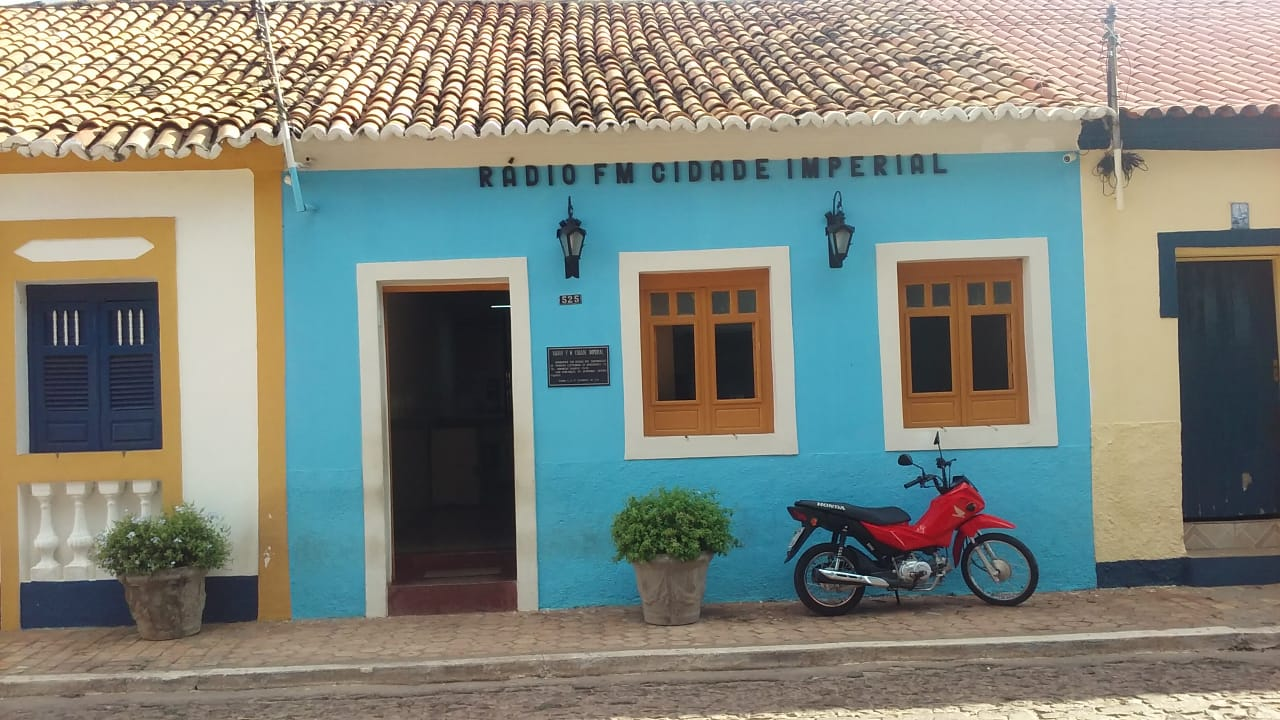
Casa do centro histórico que sedia a Rádio FM Cidade Imperial.

Na Serra dos Matões, situada a seis quilômetros da sede, foi instalado na década de 1970 a retransmissão por ondas do sinal da TV Clube (Rede Globo) de Teresina pelo canal 6. Graças a altitude, o sinal da emissora de TV chegava em todos os municípios do norte do Piauí e municípios vizinhos do estado do Ceará.
Hoje, o município conta, na tv aberta, com o sinal digital (HDTV) da TV Brasil, Canal Gov, TV Antena 10 / Record, TV Cidade Verde / SBT, TV Meio e TV Clube / Globo, além do Canal Educação, Canal Saúde, TV Câmara, TV Assembleia, TV Senado e Rádio Câmara.
No município existe a Rádio Imperial FM, emissora comercial de rádio legalizada que foi criada em 14 de dezembro de 1991, além da Rádio Matões FM, Cidade Verde, Cruzeiro.
Na internet, o município conta com o Portal P2, plataforma de notícias focada na cidade.

## Galeria

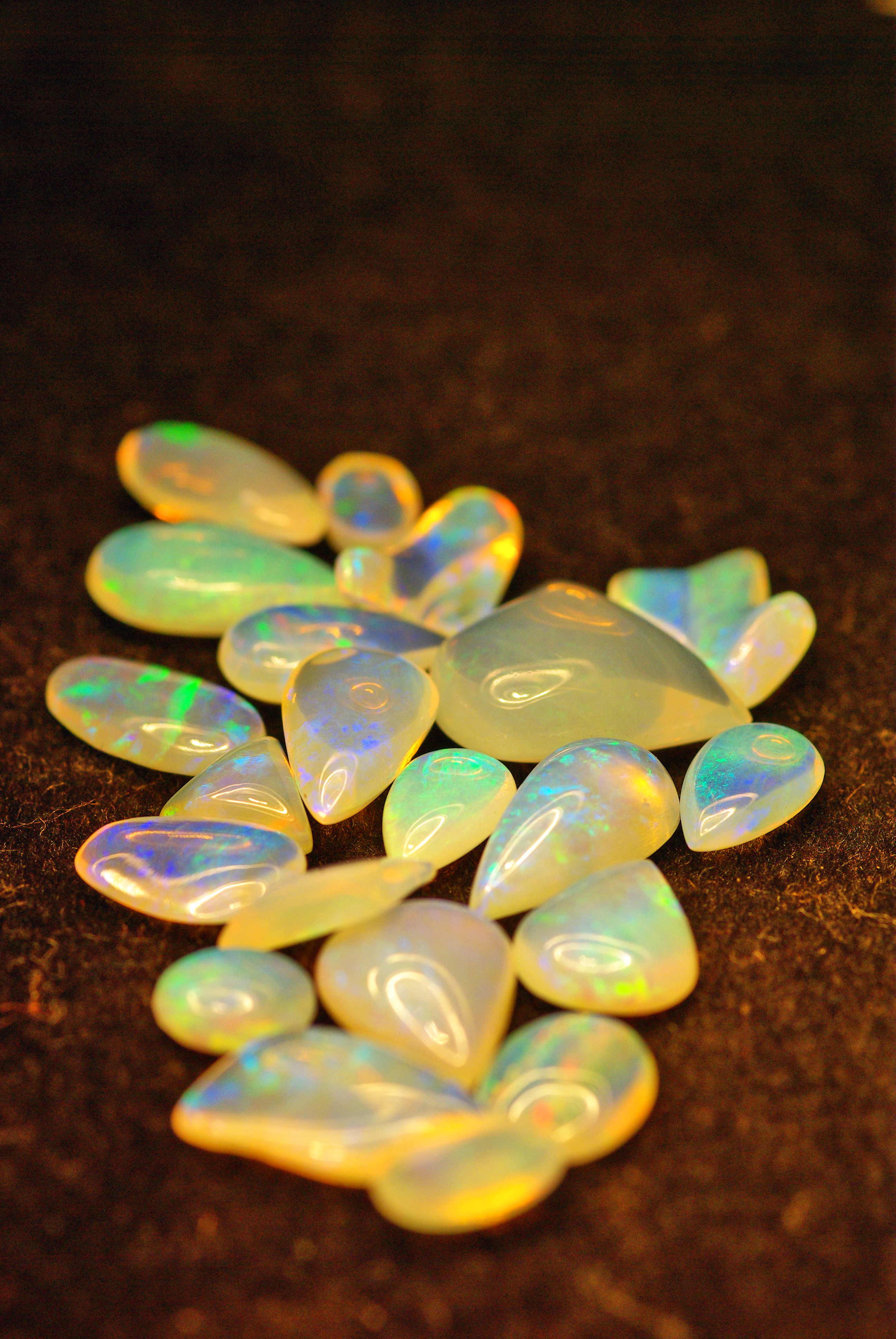
Opalas produzidas em Pedro II
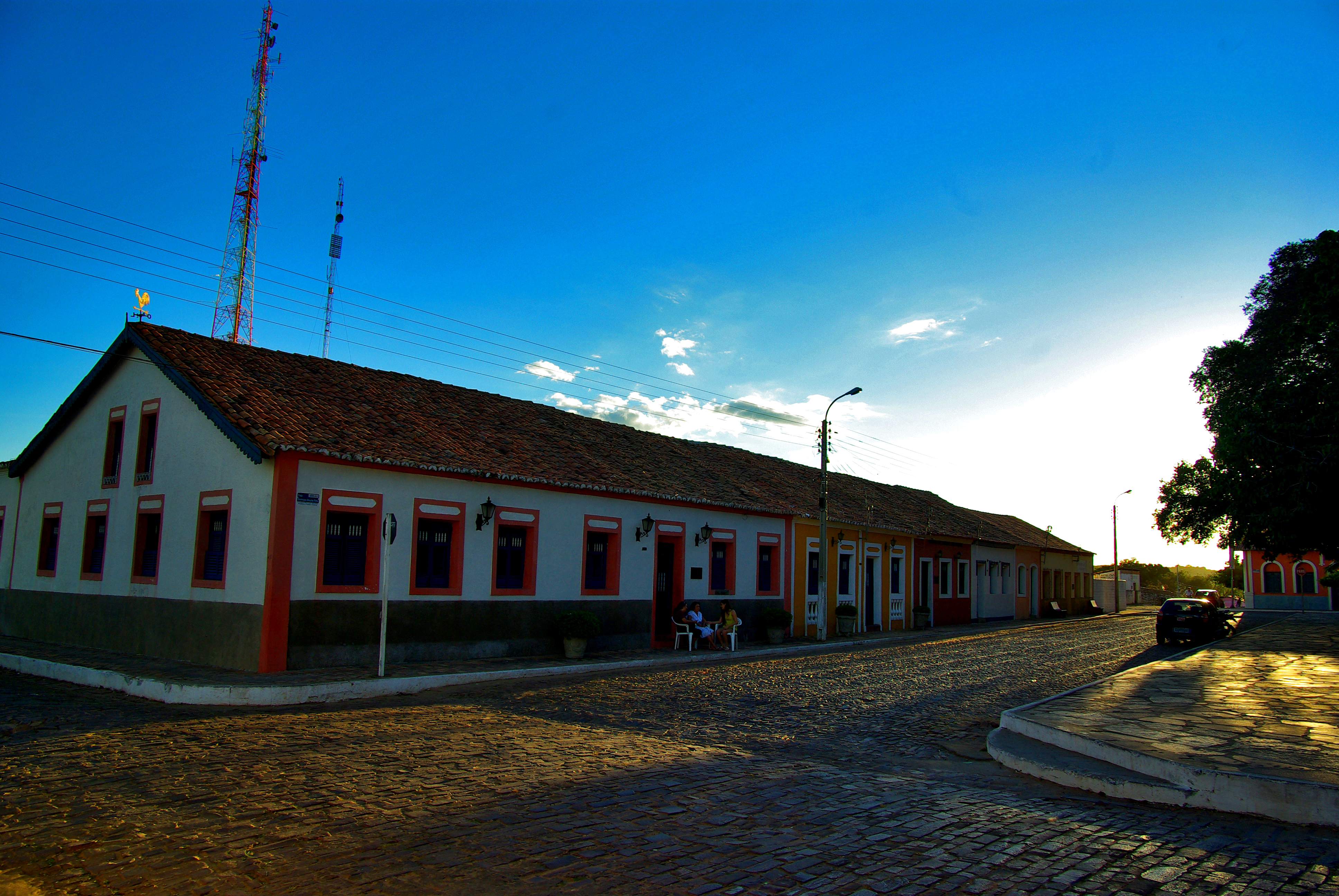
Panorama de arquitetura típica.
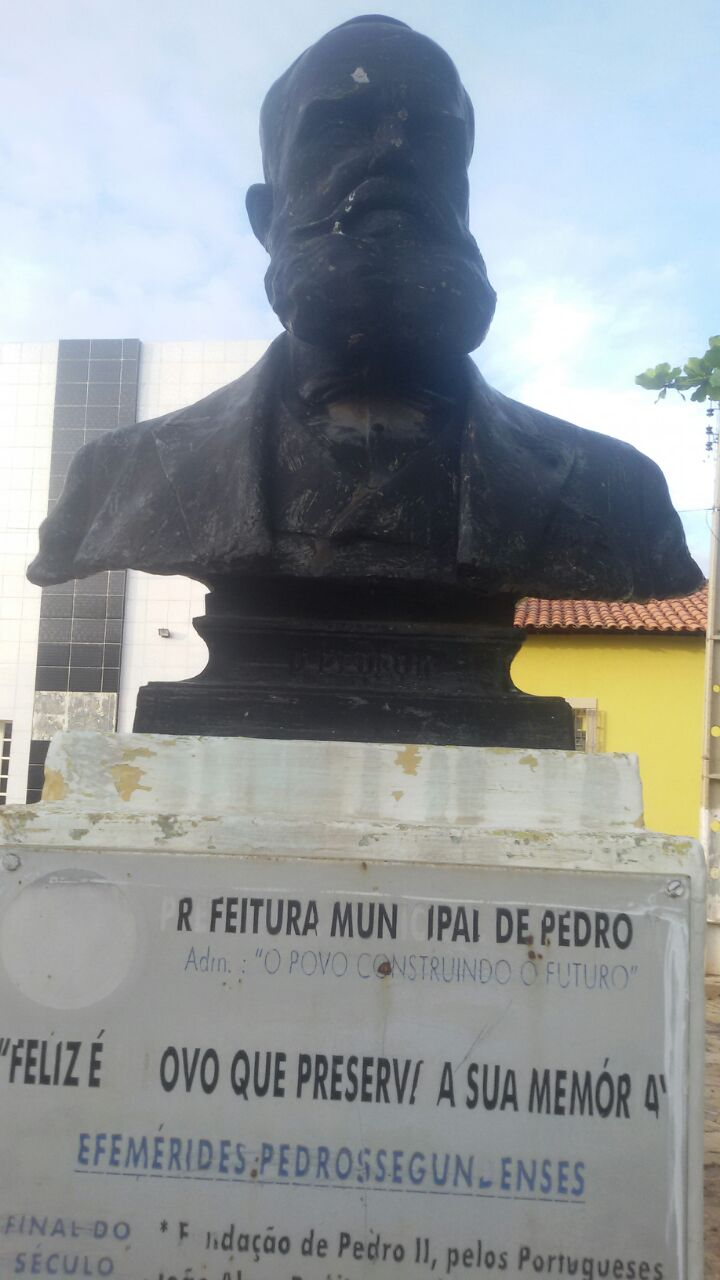
Busto do imperador Pedro II em uma praça pública na cidade.
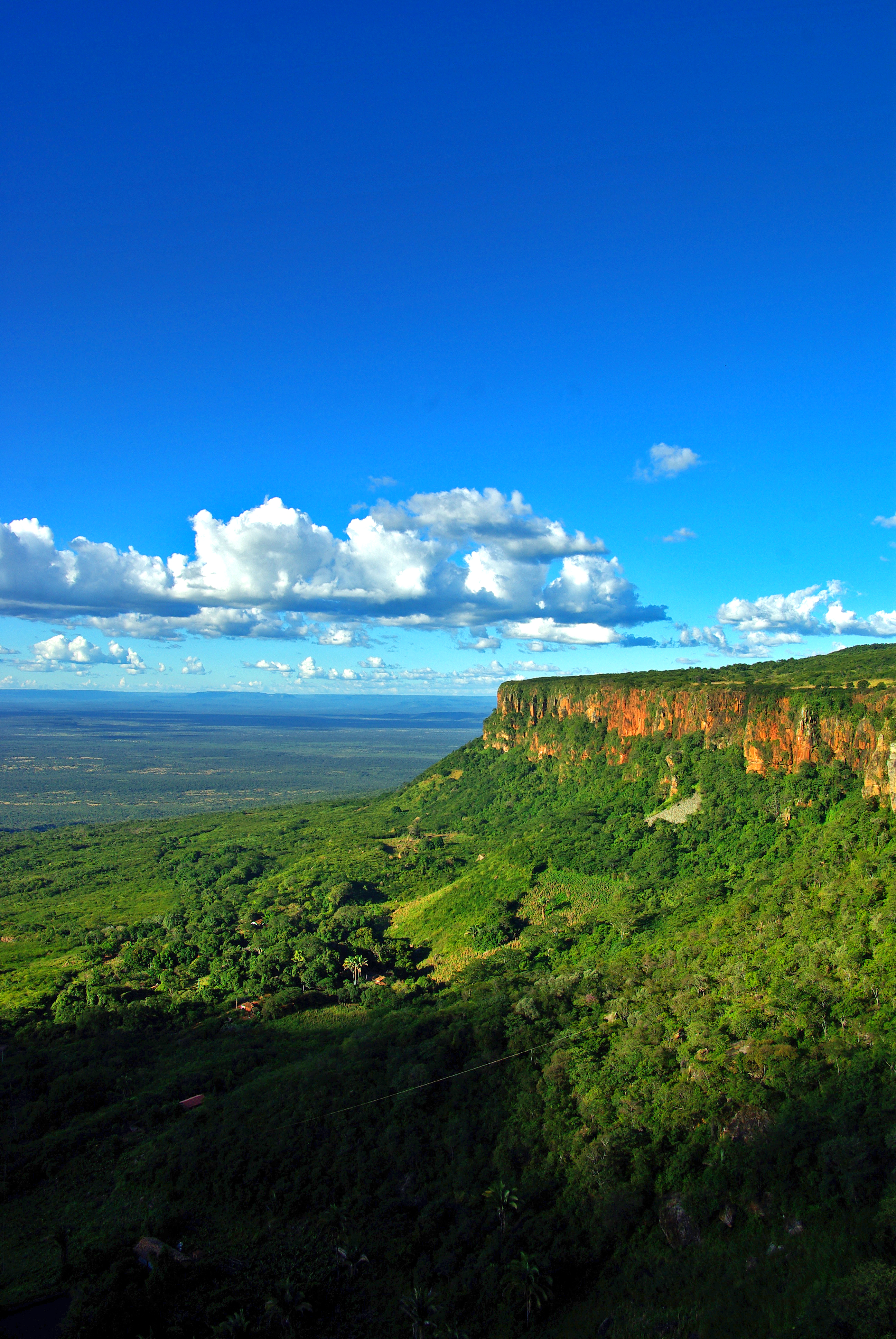
Imagem do Mirante do Gritador
- Decreto da princesa Isabel que deu primeira entrância à comarca em 1877.